# Salix paraflabellaris
Salix paraflabellaris är en videväxtart som beskrevs av S.D. Zhao. Salix paraflabellaris ingår i släktet viden, och familjen videväxter. Inga underarter finns listade i Catalogue of Life.